# Wostok-Traverse
Die Wostok-Traverse war eine Durchquerung der Antarktis im Sommer 1962/63 durch ein australisches ANARE-Team, das dabei in vier Monaten 3000 Kilometer zurücklegte. Man nutzte zwei rote, 1943 gebaute M29 Weasel-Kettenfahrzeuge und zwei D4-Caterpillar-Zugmaschinen von 1950. Die sechs Expeditionsmitglieder starteten am 17. September 1962 in der Wilkes-Station an der Küste und reisten zur sowjetischen Wostok-Station tief im Inneren der Antarktis. Ein großer Teil der Reise führte durch zuvor unerforschtes Gebiet. Die Weasels und die Zugmaschinen verbrauchten extrem viel Treibstoff, so dass das USAP Treibstoff abwerfen musste.
Die Navigation durch die leere Landschaft wurde durch ein an der Spitze fahrendes Weasel ermöglicht, das mit einem Kompass ausgerüstet war, der vor dem Fahrzeug an einem Aluminiumrahmen aufgehängt war. Dadurch wurde vermieden, dass der Stahl des Fahrzeugs das von Natur aus schwache Magnetfeld nahe dem Pol überdeckte. Das Leitfahrzeug hinterließ alle vier Kilometer Bambuspfosten, so konnten die anderen Fahrzeuge gut folgen.
Als die Mannschaft am 18. November 1962 in der Wostok-Station ankam, hatten die Russen die Station zwölf Monate zuvor mit solcher Hast geräumt, dass noch halbgekochtes Essen zu finden war. Die Generatoren wurden hochgefahren und die gefrorenen Steaks wurden fertig gekocht. Am 25. November machte man sich auf den Rückweg, der am 14. Januar beendet war.